# Estronciohurlbutita
L'estronciohurlbutita és un mineral que fou anomenat l'any 2012 per C. Rao, R. Wang, X. Gu, H. Hu, i C. Dong per ser l'anàleg d'estronci de la hurlbutita. És isoestructural amb la hurlbutita i la paracelsiana. Forma part de la classe dels minerals fosfats.

## Característiques
L'estronciohurlbutita és un mineral de fórmula química SrBe₂(PO₄)₂. Cristal·litza en el sistema monoclínic. Segons la classificació de Nickel-Strunz forma part de la classe dels fosfats (grup 8.AA.15).

## Formació i jaciments
Es forma en zones altament relacionades amb pegmatites, possiblement per les reaccions que es donen entre els fluids hidrotermals tardans i el beril primari. Es troba associada a quars, moscovita, beril, hurlbutita, hidroxilherderita, minerals del grup de l'apatita i fenakita.